# Mahaska County
Das Mahaska County ist ein County im US-Bundesstaat Iowa. Bei der Volkszählung im Jahr 2020 hatte das County 22.190 Einwohner und eine Bevölkerungsdichte von 15 Einwohnern pro Quadratkilometer. Der Verwaltungssitz (County Seat) ist Oskaloosa, benannt nach der Frau des Indianer-Häuptlings Osceola.

## Geographie
Das County liegt im mittleren Südosten von Iowa und wird vom Des Moines River durchflossen. Es hat eine Fläche von 1.485 Quadratkilometern, wovon sieben Quadratkilometer Wasserfläche sind. An das Mahaska County grenzen folgende Countys:
| Jasper County | Poweshiek County |                |
| Marion County |                  | Keokuk County  |
| Monroe County |                  | Wapello County |

## Geschichte

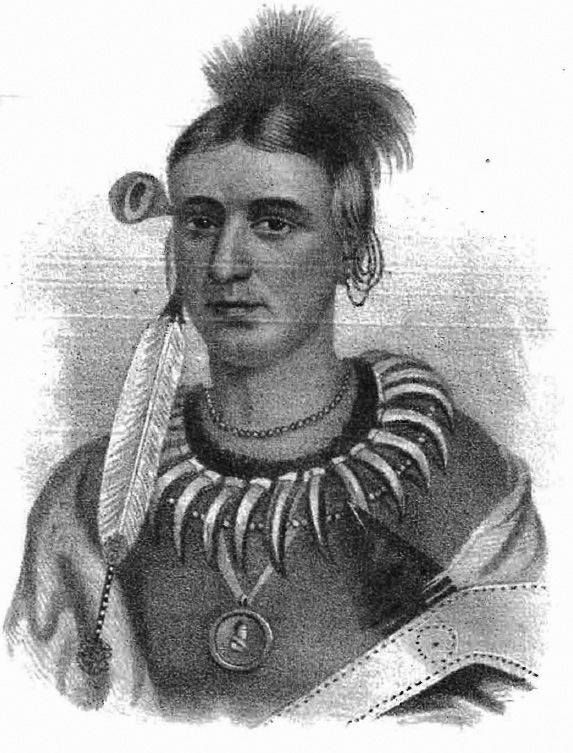
Mahaska

Das Mahaska County wurde am 17. Februar 1843 auf ehemaligem Indianerland gebildet. Benannt wurde es nach Mahaska (1784–1834), einem Häuptling des Indianervolks der Iowa.
Unter Eigenverwaltung steht es seit dem 5. Februar 1844. Das County war das erste in Iowa, das einen Sheriff und einen Friedensrichter hatte.
Das erste Gerichtsgebäude wurde im Januar 1846 fertiggestellt. Das Zweite wurde am 27. Februar 1886 seiner Bestimmung übergeben. Die erste Schule, eine kleine Holzhütte etwa 2 km östlich von Oskaloosa, wurde am 16. September 1844 eröffnet und 1846 wurde als erste Kirche die Cumberland Presbyterian Church erbaut. Am 2. Juli 1850 erschien die erste Ausgabe des Iowa Herald, heute Oskaloosa Herald und 1864 wurden die ersten Schienen von der Des Moines Valley Railroad durch das County verlegt.

46 Bauwerke und Stätten des Countys sind im National Register of Historic Places eingetragen.

## Demografische Daten
Nach der Volkszählung im Jahr 2010 lebten im Mahaska County 22.381 Menschen in 8.932 Haushalten. Die Bevölkerungsdichte betrug 15,1 Einwohner pro Quadratkilometer.
Ethnisch betrachtet setzte sich die Bevölkerung zusammen aus 95,7 Prozent Weißen, 1,1 Prozent Afroamerikanern, 0,3 Prozent amerikanischen Ureinwohnern, 1,1 Prozent Asiaten sowie aus anderen ethnischen Gruppen; 1,1 Prozent stammten von zwei oder mehr Ethnien ab. Unabhängig von der ethnischen Zugehörigkeit waren 1,6 Prozent der Bevölkerung spanischer oder lateinamerikanischer Abstammung.
In den 8.932 Haushalten lebten statistisch je 2,40 Personen.
24,3 Prozent der Bevölkerung waren unter 18 Jahre alt, 59,6 Prozent waren zwischen 18 und 64 und 16,1 Prozent waren 65 Jahre oder älter. 49,7 Prozent der Bevölkerung waren weiblich.

Das jährliche Durchschnittseinkommen eines Haushalts lag bei 45.021 USD. Das Pro-Kopf-Einkommen betrug 22.027 USD. 13,0 Prozent der Einwohner lebten unterhalb der Armutsgrenze.

## Orte im Mahaska County
Citys
| - Barnes City1 - Beacon - Eddyville2 - Fremont | - Keomah Village - Leighton - New Sharon - Oskaloosa | - Rose Hill - University Park |

Unincorporated Communitys
| - Cedar - Evans - Evans Junction - Lacey | - Olivet - Taintor - Union Mills - Wright |

1 – teilweise im Poweshiek County

2 – teilweise im Monroe und im Wapello County

## Gliederung
Das Mahaska County ist in 18 Townships eingeteilt:
| - Adams Township - Black Oak Township - Cedar Township - East Des Moines Township - Garfield Township - Harrison Township | - Jefferson Township - Lincoln Township - Madison Township - Monroe Township - Pleasant Grove Township - Prairie Township | - Richland Township - Scott Township - Spring Creek Township - Union Township - West Des Moines Township - White Oak Township |

Die Stadtg Oskaloosa gehört keiner Township an.